# Галерија грбова Белгије
Галерија грбова Белгије обухвата актуелни грб Краљевине Белгије, њене историјске грбове, грбове политичких региона, као и грбове 10 провинција.

## Актуелни грб Белгије
- Велики грб
 Краљевине Белгије 
 (1839-данас)
- Средњи грб
 Краљевине Белгије
- Мањи грб
 Краљевине Белгије

## Историјски грбови Белгије
- Грб
 Бургундијске Низоземске 
 (1384–1482)
- Грб
 Хабзбуршке Низоземске 
 (1482–1581)
- Грб
 Шпанске Низоземске 
 (1581–1714)
- Грб
 Аустријске Низоземске 
 (1714–1797)
- Грб
 Сједињених Држава Белгије 
 (1790)
- Грб
 Уједињене Краљевине Низоземске 
 (1815–1839)

## Грбови региона Белгије
- Грб
 Валоније
- Историјски грб
 Фландрије
- Грб
 Бриселског региона

## Грбови провинција Белгије
- Грб
 Антверпена
- Грб
 Лимбурга
- Грб
 Фламанског Брабанта
- Грб
 Источне Фландрије
- Грб
 Западне Фландрије
- Грб
 Еноа
- Грб
 Валонског Брабанта
- Грб
 Намира
- Грб
 Лијежа
- Грб
 Луксембурга